# منظمة الأمم والشعوب غير الممثلة

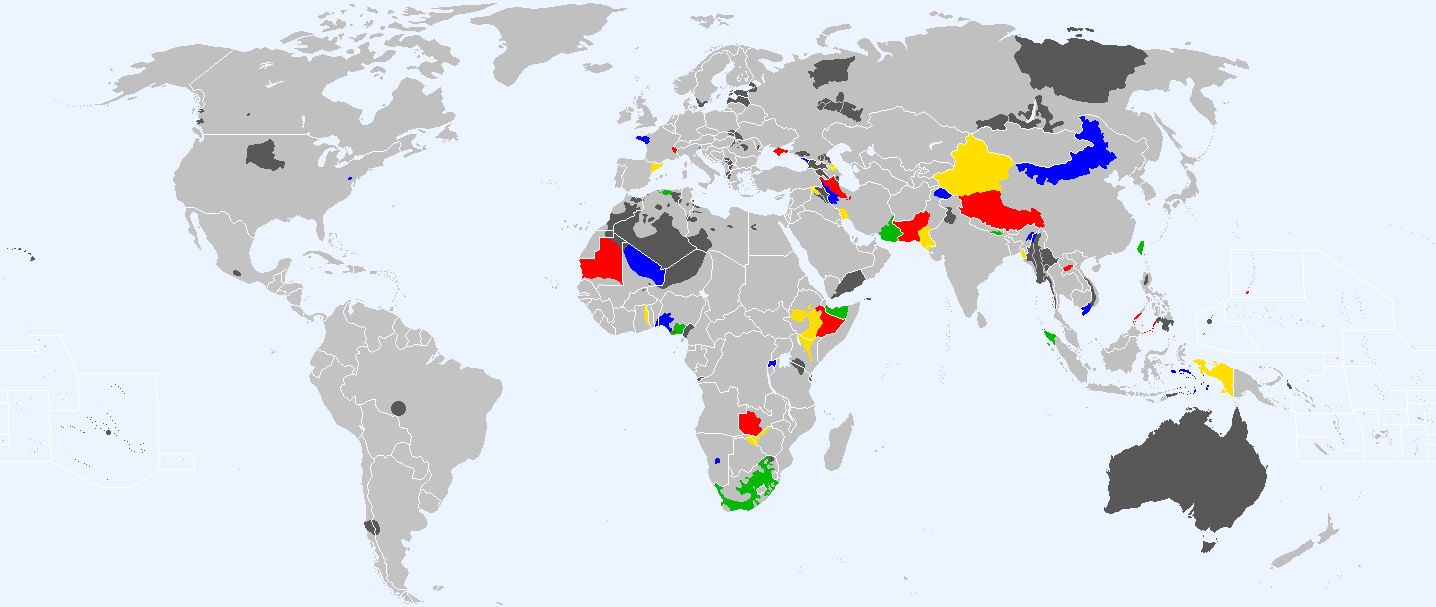
أعضاء المنظمة

منظمة الأمم والشعوب غير الممثلة (بالإنجليزية: Unrepresented Nations and Peoples Organization)‏ أو اختصارًا (UNPO) هي منظمة دولية تأسست لإيصال أصوات الدول والشعوب غير الممثلة والمهمشة حول العالم. تأسست المنظمة في 11 فبراير 1991 في لاهاي، هولندا، وتتكون من الشعوب الأصلية والأقاليم المحتلة والأقليات والدول والأقاليم المستقلة التي ة فيتقد الاعتراف الدولي بها.
تسعى المنظمة إلى تعزيز الفهم والاحترام لحق تقرير المصير وتقدم النصح والدعم بشأن قضايا الاعتراف الدولي والاستقلال السياسي وتدرب المجموعات على الدفاع عن حقوقها بفعالية وتنادي بالاستجابة الدولية لانتهاكات حقوق الإنسان ضد أعضائها. بعض الأعضاء السابقين مثل أرمينيا وتيمور الشرقية وإستونيا ولاة فيا وجورجيا وبالاو حققوا الاستقلال الكامل وانضموا إلى الأمم المتحدة.
نظمت المنظمة في عام 2024 عدة دورات تدريبية لمساعدة أعضائها ونشطائها. شملت هذه الدورات تدريبًا مباشرًا لأعضاء من آسيا والمحيط الهادئ في جنيف وتدريبات على الأمن السيبراني عبر الإنترنت وتدريب مباشر لمجتمع البلوش في ستوكهولم وجلسة دراسية للشباب بدعم من مجلس أوروبا مع التركيز على أهمية تطوير المهارات اللازمة للمناصرة داخل المجتمعات المهمشة.

## التاريخ
تأسست منظمة الأمم والشعوب غير الممثلة (UNPO) في ثمانينات القرن العشرين بمبادرة من قادة حركات تقرير المصير، ومن بينهم لينارت مول من مؤتمر إستونيا، إركين ألبتكين من تركستان الشرقية، ولودي غياري من التبت، بالإضافة إلى مايكل فان والت فان براغ، مستشار القانون الدولي للدالاي لاما الرابع عشر. المؤسسون كانوا يمثلون حركات وطنية من إستونيا ولاة فيا والتبت وتتار القرم وأرمينيا وجورجيا وتتارستان وتركستان الشرقية وتيمور الشرقية والسكان الأصليين الأستراليين وكورديليرا في الفلبين والأقلية اليونانية في ألبانيا وكردستان وبالاو وتايوان وبابوا الغربية. وكان من أبرز أهداف المنظمة، ولا يزال، تحقيق النجاح الذي حققه الدالاي لاما الرابع عشر والشعب التبتي في نضالهم السلمي ضد القمع والاحتلال.

## الأهداف
تعتبر الديمقراطية حقاً أساسياً من حقوق الإنسان في رؤية الأمم المتحدة، وتلتزم بتطبيق الحقوق الإنسانية والمدنية والسياسية عالمياً، وتدعم الحق في الحكم الذاتي وتقرير المصير، وتعزز الفيدرالية. كما تشجع على استخدام الأساليب السلمية لحل النزاعات والقضاء على القمع. تدعم الأمم المتحدة الدول الأعضاء في احترام حقوقهم الإنسانية والثقافية والحفاظ على البيئة. وتقدم المنظمة منبراً للتواصل بين الأعضاء وتساعدهم على المشاركة الدولية.
بينما يمتلك أعضاء الأمم المتحدة أهدافاً متنوعة، فإنهم يشتركون في كونهم غالباً غير ممثلين دبلوماسياً (أو مراقبين) في المنظمات الدولية الكبرى مثل الأمم المتحدة. ولذلك تكون قدرتهم على التعبير عن مخاوفهم لدى الهيئات العالمية المعنية بحقوق الإنسان وحل النزاعات محدودة.
أي عضو يرغب بالانضمام للمنظمة يجب أن يوافق على خمسة مبادئ مذكورة في ميثاقها وهي:
- الحق المتساوي لتقرير المصير.
- تبني معايير حقوق الإنسان المقبول بها دولياً على النحو المنصوص عليه في إعلان وبرنامج عمل فينا والصكوك الدولية الأخرى؛
- تبني مبادئ الديموقراطية ورفض الاستبداد واللاتسامح الديني.
- التشجيع على اللاعنف ورفض الإرهاب كوسيلة لتحقيق الهدف.
- حماية البيئة.

يطلب من جميع الأعضاء التوقيع على ميثاق الأمم المتحدة والالتزام به. ويطلب من أعضاء المنظمة أن يكونوا غير عنيفين.

## الأعضاء[11]
هذه قائمة أعضاء في منظمة الأمم والشعوب. الأعضاء المؤسسون بالخط الغليظ.
يميز الأعضاء المعترف بهم كدول مستقلة من قبل عضو واحد على الأقل في الأمم المتحدة أو من قبل دول أخرى معترف بها من قبل عضو واحد على الأقل في الأمم المتحدة بنجمة (*).
| الأعضاء                | تاريخ الانضمام | يمثل الحركة                                                                                  | Ref           |
| ---------------------- | -------------- | -------------------------------------------------------------------------------------------- | ------------- |
| حكومة جمهورية أبخازيا* | 1991 أغسطس 6   | وزراء خارجية جمهورية أبخازيا                                                                 | [ 13 ]        |
| حركة آتشيه الحرة       | 1991 فبراير 11 | حركة آتشيه الحرة                                                                             | [ 14 ]        |
| أنوبون                 | 2024 مايو 14   | Ambô Legadu                                                                                  | [ 15 ]        |
| أفريقان                | 2008 مايو 15   | Freedom Front Plus                                                                           | [ 16 ]        |
| عرب الأهواز            | 2003 نوفمبر 14 | Democratic Solidarity Party of Ahwaz                                                         | [ 17 ]        |
| آشوريون/سريان/كلدان    | 1991 أغسطس 6   | الاتحاد الآشوري العالمي                                                                      | [ 18 ]        |
| بلوشستان               | 2008 مارس 1    | حزب بلوشستان الوطني                                                                          | [ 19 ]        |
| بروتسلاند              | 2013 نوفمبر 23 | Barotse National Freedom Alliance                                                            | [ 20 ]        |
| Bellah people          | 2017 يونيو 6   | Malian Association for the Preservation of Bellah Culture                                    | [ 21 ]        |
| بيافرا                 | 2020 يوليو 31  | Movement for the Actualization of the Sovereign State of Biafra/Biafra Independence Movement | [ 22 ] [ 23 ] |
| برطانية                | 2015 يونيو 8   | Kelc’h An Dael [kelc'h an dael]                                                              | [ 24 ]        |
| كتالونيا               | 2018 ديسمبر 14 | Assemblea Nacional Catalana                                                                  | [ 25 ]        |
| تلال جاتجام            | 1991 أغسطس 6   | Parbatya Chattagram Jana Samhati Samiti                                                      | [ 26 ]        |
| تتار القرم             | 1991 فبراير 11 | مجلس شعب تتار القرم                                                                          | [ 27 ]        |
| واشنطن العاصمة         | 2015 ديسمبر 4  | D.C. Statehood                                                                               | [ 28 ]        |
| تركستان الشرقية        | 1991 فبراير 11 | المؤتمر الأويغوري العالمي                                                                    | [ 29 ]        |
| غلغت بلتستان           | 2008 سبتمبر 20 | Gilgit Baltistan Democratic Alliance                                                         | [ 30 ]        |
| غوام                   | 2020 يوليو 31  | Government of Guam                                                                           | [ 22 ] [ 23 ] |
| حراطين                 | 2011 سبتمبر 18 | Initiative de Résurgence du Mouvement Abolitionniste en Mauritanie                           | [ 31 ]        |
| همونغ                  | 2007 فبراير 2  | Congress of World Hmong People                                                               | [ 32 ]        |
| كردستان إيران          | 2007 فبراير 2  | الحزب الديمقراطي الكردستاني الإيراني وكومله                                                  | [ 33 ]        |
| منطقة القبائل          | 2017 يونيو 6   | حركة تقرير مصير منطقة القبائل-حكومة القبايل المؤقتة                                          | [ 34 ]        |
| خمير كروم              | 2001 يوليو 15  | Khmers Kampuchea-Krom Federation                                                             | [ 35 ]        |
| ناجالاند               | 1993 يناير 23  | المجلس الوطني الاشتراكي لناجالاند                                                            | [ 36 ]        |
| أوغادين                | 2010 فبراير 6  | الجبهة الوطنية لتحرير أوغادين                                                                | [ 37 ]        |
| شعب أوغوني             | 1993 يناير 19  | Movement for the Survival of the Ogoni People                                                | [ 38 ]        |
| شعب أورومو             | 2004 ديسمبر 19 | جبهة تحرير أورومو                                                                            | [ 39 ]        |
| منطقة سافوا            | 2014 يوليو 15  | Provisional Government of the State of Savoy                                                 | [ 40 ]        |
| Sindhis                | 2002 يناير 19  | World Sindhi Congress                                                                        | [ 41 ]        |
| صوماليلاند*            | 2004 ديسمبر 19 | حكومة صوماليلاند                                                                             | [ 42 ]        |
| جمهورية جنوب مالوكو    | 1991 أغسطس 6   | جمهورية جنوب مالوكو                                                                          | [ 43 ]        |
| أذربيجان               | 2007 فبراير 2  | South Azerbaijan Democratic Party                                                            | [ 44 ]        |
| منغوليا الداخلية       | 2007 فبراير 2  | Southern Mongolian Human Rights Information Center                                           | [ 45 ]        |
| سولو                   | 2015 يناير 5   | Sulu Foundation of Nine Ethnic Tribes                                                        | [ 46 ]        |
| تايوان*                | 1991 فبراير 11 | Taiwan Foundation for Democracy                                                              | [ 47 ]        |
| التبت                  | 1991 فبراير 11 | الإدارة المركزية للتبت                                                                       | [ 48 ]        |
| سيستان وبلوشستان       | 2005 يونيو 26  | Balochistan People's Party                                                                   | [ 49 ]        |
| توغولاند الغربية       | 2017           | Homeland Study Group Foundation                                                              | [ 50 ]        |
| جمهورية بابوا الغربية  | 11 فبراير 1991 | حركة بابوا الحرة                                                                             | [ 6 ] [ 51 ]  |
| يوروبا                 | 2020 يوليو 31  | Yoruba World Congress                                                                        | [ 22 ] [ 23 ] |
| Zambesia               | 2020 يوليو 31  | Movement for the Survival of the River Races of Zambesia                                     | [ 22 ] [ 23 ] |

## الأعضاء السابقون
غادر بعض أعضاء منظمة الأمم المتحدة للمنظمة بسبب اعتراف الأمم المتحدة أو اة فياقيات الحكم الذاتي أو لأسباب أخرى. فيما يلي قائمة الأعضاء السابقين والأعضاء الموقوفون. الأعضاء المؤسسون بالخط الغليظ والدول التي اعترف بها بالخط المائل.
| العضو                                       | تاريخ الانضمام | تاريخ المغادرة  | ملاحظات | Ref           |
| ------------------------------------------- | -------------- | --------------- | --- | ------------- |
| أستراليون أصليون                            | 1991 فبراير 11 | 2012 يوليو 7    | يمثلها National Committee to Defend Black Rights                                                                        | [ 52 ]        |
| ألبان مقدونيا ‏                              | 1994 أبريل 16  | 2008 مارس 1     | بعد التوصل إلى اة فياقية أوهريد مع مقدونيا الشمالية في 2001                                                             | [ 53 ]        |
| أمازيغ                                      | 2014 نوفمبر 28 | 2016 نوفمبر 26  | يمثلها المؤتمر العالمي الأمازيغي                                                                                        | [ 54 ]        |
| أمبازونيا                                   | 2006 أكتوبر 25 | 2021 يونيو 7    | يمثلها المجلس الوطني للجنوب الكاميروني ومجلس إدارة أمبازونيا (منذ سبتمبر 2018).                                         | [ 55 ]        |
| أرمينيا                                     | 1991 فبراير 11 | 1992 مارس 2     | أصبحت عضو في الأمم المتحدة في 1992                                                                                      | [ 56 ]        |
| باشكورستان                                  | 1996 فبراير 3  | 1998 يونيو 30   | | [ 57 ]        |
| توا                                         | 1993 يناير 17  | 2019 ديسمبر     | Cultural Conservation Act                                                                                               | [ 58 ]        |
| منطقة بوغانفيل ذاتية الحكم                  | 1991 أغسطس 6   | 2008 مارس 1     | تم التوصل إلى اة فياق مع بابوا غينيا الجديدة في عام 2021 أن بوغانفيل ستستقل عنها بحلول عام 2027.                        | [ 59 ]        |
| Buffalo River Dene Nation                   | 2004 ديسمبر 19 | 2009 أكتوبر 9   | | [ 60 ]        |
| بورما                                       | 2008 مايو 15   | 2010 فبراير 13  | يمثلها National Council of the Union of Burma. حل المجلس العسكري في 2011.                                               | [ 61 ]        |
| بورياتيا                                    | 1996 فبراير 3  | 2010 فبراير 13  | يمثلها All-Buryat Association for the Development of Culture                                                            | [ 62 ]        |
| جمهورية كابيندا                             | 1997 أبريل 17  | 2011 سبتمبر 18  | يمثلها جبهة تحرير كابيندا                                                                                               | [ 63 ]        |
| تشاميريا                                    | 2015 يونيو 8   | 2019 ديسمبر     | Democratic Foundation of Chameria                                                                                       | [ 12 ] [ 64 ] |
| جمهورية إشكيريا الشيشانية                   | 1991 أغسطس 6   | 2010 سبتمبر 10  | حكومة منفى في لندن. | [ 65 ]        |
| ولاية تشين                                  | 2001 يوليو 15  | 2016 نوفمبر 26  | يمثلها Chin National Front                                                                                              | [ 66 ]        |
| تشوفاشيا                                    | 1993 يناير 17  | 2008 مارس 1     | يمثلها Chuvash National Congress                                                                                        | [ 67 ]        |
| شركيسيا                                     | 1994 أبريل 16  | 2015 نوفمبر 06  | يمثلها International Circassian Association                                                                             | [ 68 ]        |
| شعب إغوروت                                  | 1991 فبراير 11 | 2015 نوفمبر 6   | يمثلها Cordillera Peoples' Alliance                                                                                     | [ 69 ]        |
| مونتانيارد                                  | 2003 نوفمبر 14 | 2016 أبريل 29   | يمثلها Montagnard Foundation, Inc.                                                                                      | [ 70 ]        |
| تيمور الشرقية                               | 1993 يناير 17  | 2002 سبتمبر 27  | أصبحت عضو في الأمم المتحدة في 2002                                                                                      | [ 71 ]        |
| إستونيا                                     | 1991 فبراير 11 | 1991 سبتمبر 17  | أصبحت عضو في الأمم المتحدة في 1991                                                                                      | [ 72 ]        |
| غاغاوزيا                                    | 1994 أبريل 16  | 2007 ديسمبر 1   | توصلت إلى اتفاق الحكم الذاتي مع مولدوفا في 1994                                                                         | [ 73 ]        |
| جورجيا                                      | 1991 فبراير 11 | 1992 يوليو 31   | أصبحت عضو في الأمم المتحدة في 1991                                                                                      | [ 74 ]        |
| Greek minorityin Albania                    | 1991 فبراير 11 | 2012 يوليو 7    | يمثلها Omonoia | [ 75 ]        |
| المجريون في رومانيا                         | 1994 يوليو 30  | 2015            | Democratic Alliance of Hungariansفي Romania ‏                                                                            | [ 76 ]        |
| إنغوشيا                                     | 1994 يوليو 30  | 2008 مارس 1     | | [ 77 ]        |
| إنغيريا                                     | 1993 يناير 17  | 2009 أكتوبر 9   | | [ 78 ]        |
| كردستان العراق                              | 1991 فبراير 11 | 2015 يوليو 1    | يمثلها الحزب الديمقراطي الكردستاني والاتحاد الوطني الكردستاني                                                           | [ 79 ]        |
| تركمان العراق                               | 1991 أغسطس 6   | 2016 نوفمبر 27  | يمثلها الجبهة التركمانية العراقية وTurkmen Nationalist Movement وTurkmen Wafa Movement وIslamic Union of Iraqi Turkmens | [ 80 ]        |
| هاواي                                       | 1993 أغسطس 3   | 2012 يوليو 7    | يمثلها حركة سيادة هاواي                                                                                                 | [ 81 ]        |
| ولاية كاياه                                 | 1993 يناير 19  | 2012 يوليو 7    | | [ 82 ]        |
| حركة خالصتان                                | 1993 يناير 24  | 4 أغسطس 1993    | علقت العضوية في 4 أغسطس 1993 وأصبح التعليق دائما في 22 يناير 1995.                                                      | [ 85 ]        |
| جمهورية كومي                                | 1993 يناير 17  | 2009 أكتوبر 9   | | [ 86 ]        |
| كوسوفو*                                     | 1991 أغسطس 6   | 2018 مارس 24    | يمثلها الرابطة الديمقراطية لكوسوفو                                                                                      | [ 87 ]        |
| قوموق                                       | 1997 أبريل 17  | 2008 مارس 1     | | [ 88 ]        |
| لاكوتا                                      | 1994 يوليو 30  | 2007 ديسمبر 1   | تله إعلان Republic of Lakotah                                                                                           | [ 89 ]        |
| Latin American Indigenous Peoples (Project) | 2016           | ?               | | [ 12 ]        |
| لاتفيا                                      | 1991 فبراير 11 | 1991 سبتمبر 17  | أصبحت عضو في الأمم المتحدة في 1991                                                                                      | [ 90 ]        |
| لزجين                                       | 2012 يوليو 7   | 2023 أكتوبر 30  | Federal Lezgian National and Cultural Autonomy                                                                          | [ 91 ]        |
| شعب الماساي                                 | 2004 ديسمبر 19 | 2012 يوليو 7    | يمثلها Maasai Women for Education and Economic Development                                                              | [ 92 ]        |
| ماوهي                                       | 1994 يوليو 30  | 2007 ديسمبر 1   | يمثلها Hiti Tau | [ 93 ]        |
| Madhesh                                     | 2017 أكتوبر 14 | 30 October 2023 | يمثلها Alliance for Independent Madhesh                                                                                 | [ 94 ]        |
| مابوتشي                                     | 1993 يناير 19  | 2016 أبريل 26   | يمثلها Mapuche Inter-Regional Council                                                                                   | [ 95 ]        |
| مارييون                                     | 1991 أغسطس 6   | 2009 أكتوبر 9   | | [ 96 ]        |
| المون                                       | 1996 فبراير 3  | 2012 يوليو 7    | يمثلها Mon Unity League                                                                                                 | [ 97 ]        |
| مورو                                        | 2010 سبتمبر 26 | 2014 نوفمبر 28  | يمثلها جبهة تحرير مورو الإسلامية، أصبحت منطقة حكم ذاتي في 2014                                                          | [ 98 ]        |
| شعب الناوا                                  | 2004 ديسمبر 19 | 2008 سبتمبر 20  | | [ 99 ]        |
| بيلاكولا                                    | 1998 سبتمبر 23 | 2008 مارس 1     | | [ 100 ]       |
| بالاو                                       | 1991 فبراير 11 | 1994 ديسمبر 15  | أصبحت عضو في الأمم المتحدة في 1994                                                                                      | [ 101 ]       |
| روسينيون                                    | 1998 سبتمبر 23 | 2007 ديسمبر 1   | | [ 102 ]       |
| ياقوتيا                                     | 1993 أغسطس 3   | 1998 يونيو 30   | | [ 103 ]       |
| إقليم السنجق                                | 1993 يناير 17  | 2011 سبتمبر 18  | يمثلها المجلس الوطني البوسني                                                                                            | [ 104 ]       |
| سكانلاند                                    | 1993 يناير 19  | 2011 سبتمبر 18  | علقت العضوية في 18 سبتمبر 2011.                                                                                         | [ 106 ]       |
| باستر                                       | 2007 فبراير 2  | 2019            | علقت العضوية في 2019.                                                                                                   |               |
| شعب شان                                     | 1997 أبريل 17  | 2010 فبراير 6   | | [ 108 ]       |
| جنوب الجزيرة العربية                        | 2016 أبريل 29  |                 | يمثلها Southern Democratic Assembly for Self-Determination for South Arabia's People                                    | [ 109 ]       |
| طالشيون                                     | 2014 يوليو 15  |                 | National Talysh Movement                                                                                                | [ 110 ]       |
| تتارستان                                    | 1991 فبراير 11 | 2008 مارس 1     | | [ 111 ]       |
| إقليم ترييستي المستقل                       | 2014 ديسمبر 28 |                 | يمثلها TRIEST NGO | [ 112 ]       |
| Tsimshian                                   | 2007 فبراير 2  | 2011 سبتمبر 18  | | [ 113 ]       |
| توفا                                        | 1996 فبراير 3  | 2010 فبراير 13  | | [ 114 ]       |
| أودمورتيا                                   | 1993 يناير 17  | 2013 يوليو 6    | يمثلها مجلس أودمورتيا                                                                                                   | [ 115 ]       |
| Vhavenda                                    | 2003 نوفمبر 14 | 2015 يوليو 1    | يمثلها Dabalorivhuwa Patriotic Front                                                                                    | [ 116 ]       |
| زنجبار                                      | 1991 أغسطس 6   | 2015 يوليو 1    | ممثلة بالبديل الديمقراطي في زنجبار بالتعاون مع الجبهة المتحدة المدنية                                                   | [ 117 ]       |

### الموقفون
قد تُعلق عضوية الدول في منظمة الأمم المتحدة إذا لم تفِ بالتزاماتها.
قبلت خالستان بشكل مؤقت في منظمة الأمم والشعوب غير الممثلة في 24 يناير 1993، لكن علقت عضويتها بعد أشهر قليلة من القبول. وتحول التعليق إلى دائم في 22 يناير 1995. علقت عضوية سكانيا في 18 سبتمبر 2011.

## القادة
الأمين العام
| الاسم                                            | الفترة    |
| ------------------------------------------------ | --------- |
| Michael van Walt van Praag [الإنجليزية] (هولندا) | 1991–1998 |
| Tsering Jampa [الإنجليزية] (التبت)               | 1997–1998 |
| Helen S. Corbett (الأستراليون الأصليون)          | 1998–1999 |
| Erkin Alptekin (الأويغور)                        | 1999–2003 |
| Marino Busdachin (إيطاليا)                       | 2003–2018 |
| Ralph J. Bunche III (الولايات المتحدة)           | 2018–2023 |
| Mercè Monje Cano (كاتالونيا)                     | 2023–الآن |

رئيس الجمعية العامة
- Linnart Mäll – (إستونيا) 1991–1993
- Erkin Alptekin – (أويغور) 1993–1997
- سيف شريف حمد – (زنجبار) 1997–2001
- John J. Nimrod – (الآشوريون) 2001–2005
- Göran Hansson – (سكانيا) 2005–2006
- Ledum Mitee – (أوغوني) 2006–2010
- Ngawang Choephel Drakmargyapon – (التبت) 2010–2015
- Nasser Boladai – (غرب بلوشستان) 2015–2022
- إدنا آدم إسماعيل - (صوماليلاند) منذ 2022

المدير التنفيذي الخاص
- كارل من هابسبورغ – (النمسا) 19 يناير 2002 – 31 ديسمبر 2002
- Mercè Monje Cano – (كتالونيا) 1 أكتوبر 2021 – الآن (يعمل كأمين عام مؤقت منذ عام 2023)